# Batalion ON „Krotoszyn”

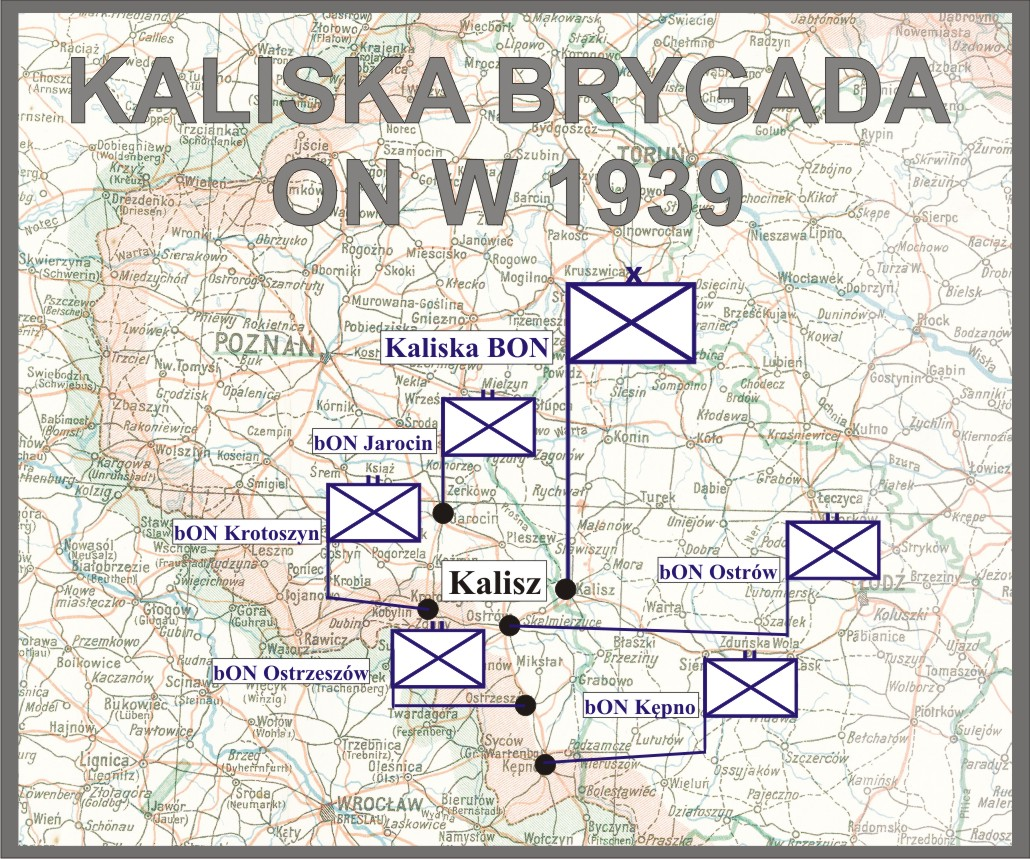
Kaliska ON

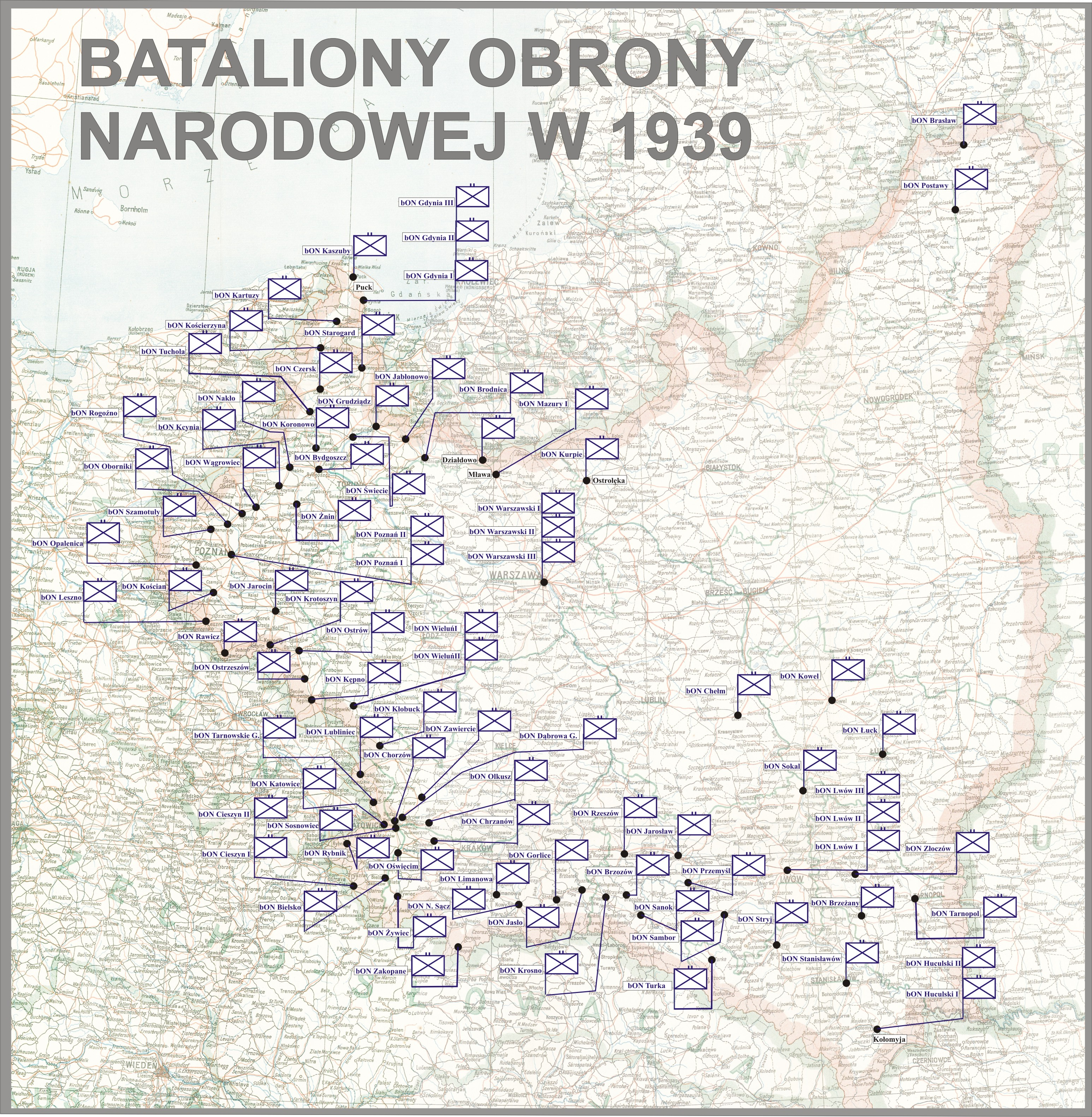
Obrona Narodowa w 1939

Krotoszyński Batalion Obrony Narodowej (batalion ON „Krotoszyn”) – pododdział piechoty Wojska Polskiego II RP.

## Sformowanie i zmiany organizacyjne
Batalion sformowany został w maju 1939, w składzie Kaliskiej Brygady ON, na podstawie etatu batalionu ON typ IV.
Jednostką administracyjną i mobilizującą dla Krotoszyńskiego batalionu ON był 56 pułk piechoty w Krotoszynie.

## Krotoszyński batalion ON w kampanii wrześniowej

### Przygotowania do wojny
Batalion został „skrzyknięty” w dniu rozpoczęcia mobilizacji alarmowej 24 sierpnia 1939. Batalion ON  „Krotoszyn” wraz z I batalionem 56 pp oraz kompanią zwiadowców 56 pp jako osłona Krotoszyna miał zamknąć kierunek Milicz-Krotoszyn. Batalion rozwinął się kompaniami: kompania ON „Kobylin” w osłonie Kobylina, kompania „Krotoszyn II” na odcinku Biadki-Sulmierzyce. Na przedpolu głównej pozycji osłonowej kompania ON „Krotoszyn I” w Koźminie wraz z głównymi siłami 56 pp i 60 pułku piechoty.

### Działania bojowe
W początkowym etapie kampanii wrześniowej jednostka walczyła w składzie 25 Dywizji Piechoty.
1 września 1939 na pozycje prawego skrzydła dywizji, w rejonie Krotoszyna od wczesnego rana natarcie wykonał niemiecki 183 pp Landwehry. Na odcinku zajmowanym przez I batalion 56 pp i kompanię zwiadowców 56 pp oraz 73 kompanii kolarzy, niemieckie natarcia zostały odparte. Na odcinku kompanii ON „Krotoszyn II” natarcie niemieckie odniosło powodzenie, niemieckie oddziały podeszły pod Smoszewo. kompania ON „Krotoszyn II” wycofała się w rejon lasu Paprotki. Wysłany w rejon włamania pluton 73 kompanii kolarzy w rejonie Gorzupi zamknął drogę nieprzyjacielowi na tyły polskiego ugrupowania. Zgodnie z rozkazem dowódcy 25 DP podjęto wycofanie oddziałów osłonowych na linię rzeki Prosny. O godz. 20.00 odmarsz zaczęła kompania ON „Kobylin” wraz z I/56 pp i 73 kompanią kolarzy. O godz. 22.00 kompania ON „Krotoszyn II” wraz z III/56 pp i kompanią zwiadowców 56 pp.
2 września batalion ON „Krotoszyn” wraz z większością 56 pp znajdował się w rejonie Kajewa na zachód od Pleszewa około 15-20 kilometrów od Prosny. Kompania ON „Kobylin” wraz z wymienionymi wyżej oddziałami osiągnęła pozycje za rzeką Prosną pod Jankowem. Zadaniem batalionu 3 września była obrona linii rzeki Prosny. Nocą 3/4 września batalion wraz ze zgrupowaniem 56 pp wykonywał odwrót poprzez Stawiszyn, Zbiersk osiągnął rejon Dzierzbin, Piętno. Następnej nocy batalion ON „Krotoszyn” wraz z 56 pp przeszedł na Przedmoście Koło do rejonu Grzymiszewa. 5 września po osiągnięciu Grzymiszewa batalion stanął na postój. Następnie przegrupował się w okolice Kościelec, Koło, gdzie wszedł w skład improwizowanego pułku ON ppłk. dypl. Kazimierza Sabatowskiego podległemu dowódcy Zgrupowania ON płk. Stanisława Siudy. 

## Organizacja i obsada personalna
Dowództwo batalionu i pododdziałów:
- dowódca batalionu – kpt. Adolf Jusof
- adiutant batalionu – ppor. rez. Tadeusz Mieczysław Tułaj
- dowódca plutonu zwiadu – ppor. rez. Eugeniusz Leszczyński
- dowódca plutonu ppanc. – por. rez. Albin Marian Lorkiewicz
- dowódca plutonu łączności – chor. Musiał
- dowódca 1 kompanii ON „Krotoszyn I” – kpt. Ludwik Nowak 
  - dowódca I plutonu – por. rez. Jan Połczyński
  - dowódca II plutonu – ppor. rez. Wlekliński
  - dowódca III plutonu – ppor. rez. Wojtczak
  - dowódca plutonu ckm – NN
- dowódca 2 kompanii ON „Krotoszyn II” – por. rez. Józef Włodarczyk
  - dowódca I plutonu – ppor. rez. Art
  - dowódca II plutonu – NN
  - dowódca III plutonu – NN
  - dowódca plutonu ckm – NN
- dowódca 3 kompanii ON „Kobylin” – kpt. Leopold Henryk Płonka
  - dowódca II plutonu – por. rez. Edmund Jan Krótki
  - dowódca II plutonu – por. rez. Podemski
  - dowódca III plutonu – ppor. rez. Liberski
  - dowódca plutonu ckm – por. rez. Janicki